# 保久乳
保久乳（英語：extended shelf life milk）是經過滅菌處理後，可於室溫貯藏、並飲用的乳製品。其主要作法是將生乳或鮮乳，以高壓滅菌或高溫滅菌後，再經無菌包裝處理；但也可以將生乳裝進瓶罐後，再接受高壓滅菌或高溫滅菌。
保久乳的滅菌方法主要為超高溫瞬間殺菌法（UHT），條件是在攝氏135度下持續3秒。在這種條件下的保久乳，保存期限可長達半年。由於滅菌環境的溫度很高、時間很短，所以與鮮乳相比，其營養流失不大。此外，也有部份保久乳以低溫長時間殺菌法（LTLT）、高溫短時間殺菌法（HTST）或合併膜過濾等其他方法滅菌。

## 另見
- 常温奶

## 腳註
1. ↑  中華民國國家標準.  (PDF). 經濟部標準檢驗局.   [2025-05-04] –財團法人董氏基金會 食品營養中心.
2. 1 2  黃萬傳. . 五南圖書出版股份有限公司. 2022-12-01: 380. ISBN 978-626-343-278-9 （中文）.
3. ↑  施明智; 蕭思玉; 蔡敏郎. . 五南圖書出版股份有限公司. 2019-07-01: 109. ISBN 978-626-343-644-2 （中文）.
4. ↑  農業部全球資訊網. . www.moa.gov.tw.   [2025-05-04].

## 延伸閱讀
- 施明智; 蕭思玉; 蔡敏郎. . 五南圖書出版股份有限公司. 2019-07-01: 496-506. ISBN 978-626-343-644-2 （中文）.
- 黃錦城; 賴珊湖; 施夙玲; 劉淑美; 彭瑞森. . 中國畜牧學會會誌. 1999-06-01, 28 (2): 249–259.
- 施宗雄. . 台澳貿易協會季刊 (澳洲). 1993, (6): 48–56.